# Elke Sleurs
Elke  Inge Jan Sleurs (Gand, 6 febbraio 1968) è una politica belga, membro della Nuova Alleanza Fiamminga.

## Biografia
Elke Sleurs ha studiato medicina e ginecologia presso la Vrije Universiteit Brussel (VUB) e si è specializzata presso la Michigan State University. Ha quindi lavorato presso l'Ospedale universitario di Bruxelles prima di trasferirsi all'Ospedale universitario di Gand.
In gioventù è stata membro di Volksuniejongeren (Vujo), il movimento giovanile del partito nazionalista fiammingo Unione Popolare (VU). Non fa ingresso nella politica attiva fino al 2010, quando è stata eletta al Senato per la N-VA. Lì assunse temporaneamente la presidenza della commissione per gli affari sociali e scrisse vari interventi sul tema della legalizzazione dell'eutanasia.
Nella cosiddetta "Coalizione Svezia", sotto il governo federale del Primo Ministro Charles Michel (MR), Elke Sleurs è stata nominata Segretario di Stato per la lotta contro la povertà, le pari opportunità, le persone con disabilità, la politica scientifica e la lotta contro la frode fiscale nell'ottobre 2014. Tuttavia, ha conferito l'ultima responsabilità al suo collega di partito Johan Van Overtveldt il 21 maggio 2015 e in cambio ha ottenuto la responsabilità sulla politica delle grandi città del ministro degli interni Jan Jambon; la ristrutturazione era giustificata dalla necessità di "rendere più omogenea la distribuzione dei poteri".
Dopo che il presidente della camera Siegfried Bracke (N-VA) ha deciso nel febbraio 2017 di rinunciare alla massima candidatura della N-VA alle elezioni comunali a Gand a causa di una relazione sulla sua consulenza part-time a Telenet, Elke Sleurs è stata proclamata candidata sindaco del partito. Ha deciso di rassegnare le dimissioni da Segretario di Stato per prepararsi meglio alle elezioni locali del 2018. Il suo successore nel governo federale divenne la collega di partito Zuhal Demir.
A livello locale, dal 2012, è membro del consiglio comunale di Gand, dove ha sostituito Tony Van Parys (CD&V).